# Gai Mari l'Altre
Gai Mari (llatí: Gaius Marius), a qui Apià anomena l'Altre (ἕτερος), era un parent de Gai Mari que va viure al segle ii aC.
Es va reunir amb Luci Corneli Cinna quan Gai Mari va ser expulsat de Roma pel seu col·lega al consolat Gneu Octavi l'any 87 aC. Apià diu que era un senador.